# Bordetella holmesii
Bordetella holmesii es una bacteria gramnegativa del género Bordetella. Fue descrita en el año 1995. Su etimología hace referencia al microbiólogo Barry Holmes. Es aerobia e inmóvil. Oxidasa negativa. Forma colonias convexas, redondas, punteadas y con márgenes enteros en agar sangre. También crece en agar MacConkey entre 3-7 días de incubación. Temperatura óptima de crecimiento de 37 °C. Tiene un contenido de G+C de 61,5-62,3%. Se ha aislado de sangre humana en Nueva York, Estados Unidos. 